# Real, Muy Ilustre y Antiquísima Cofradía de la Esclavitud de Jesús Nazareno y Conversión de Santa María Magdalena
La Real, Muy Ilustre y Antiquísima Cofradía de la Esclavitud de Jesús Nazareno y Conversión de Santa María Magdalena, fundada en 1759, es una cofradía que participa en los actos de la Semana Santa de Zaragoza (España).

## Orígenes
Es una de las más antiguas de la ciudad ya que se fundó el 25 de marzo de 1759 en el convento que los Padres Trinitarios Descalzos. La cofradía rinde culto a Jesús Nazareno y Santa María Magdalena en diferentes actos y ámbitos, destacando la festividad de la Exaltación de la Santa Cruz que se celebra el 14 de septiembre.
Cuenta con las siguientes secciones: Infantil, de Instrumentos, de Velas y Manolas.

## Hábito

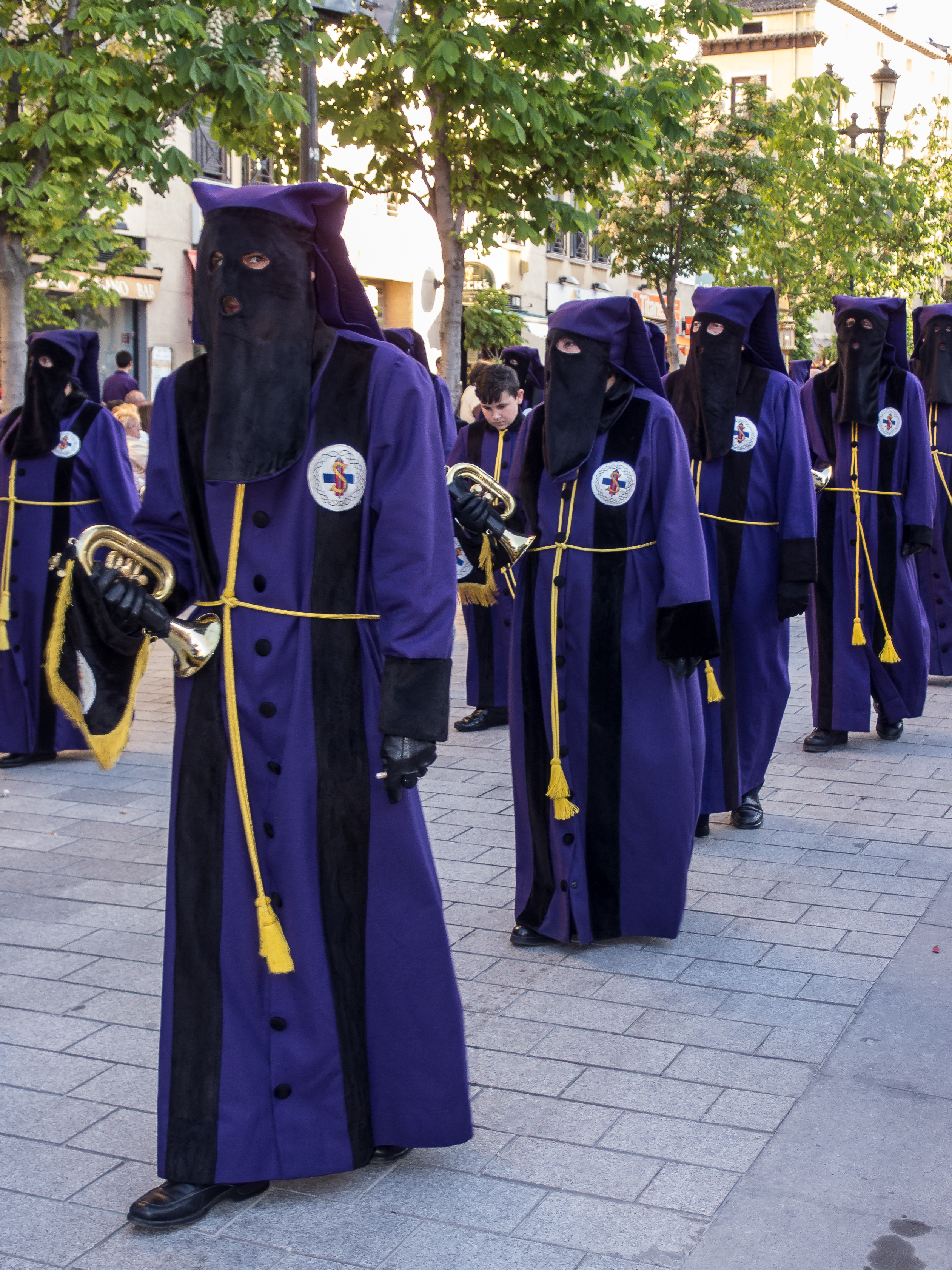
Hábito

El hábito se compone de una túnica morada con el anagrama de la cofradía bordado en el lado izquierdo del pecho. Lleva terciopelo negro en el cuello, bocamangas y en dos tiras que descienden verticalmente desde el hombro hasta el borde inferior del hábito. Se cierra con botonadura de terciopelo negro. El  cíngulo de color amarillo, rodea el cuello y cae por delante, anudándose a la cintura. La prenda de cabeza es un tercerol morado, que en la sección de tambores lleva la parte delantera de color negro. Algunas esclavas se cubren con un velo de color morado, sujetado con una diadema del mismo color y con el anagrama de la cofradía bordado.

## Estandarte
El estandarte fue realizado por las hermanas de la Encarnación en 1986. Lleva el anagrama de la Esclavitud sobre fondo de terciopelo morado rodeado de motivos vegetales bordados en oro. En el reverso lleva escrito el nombre de la cofradía y el año y ciudad de su fundación: Zaragoza, 1759.

## Pasos

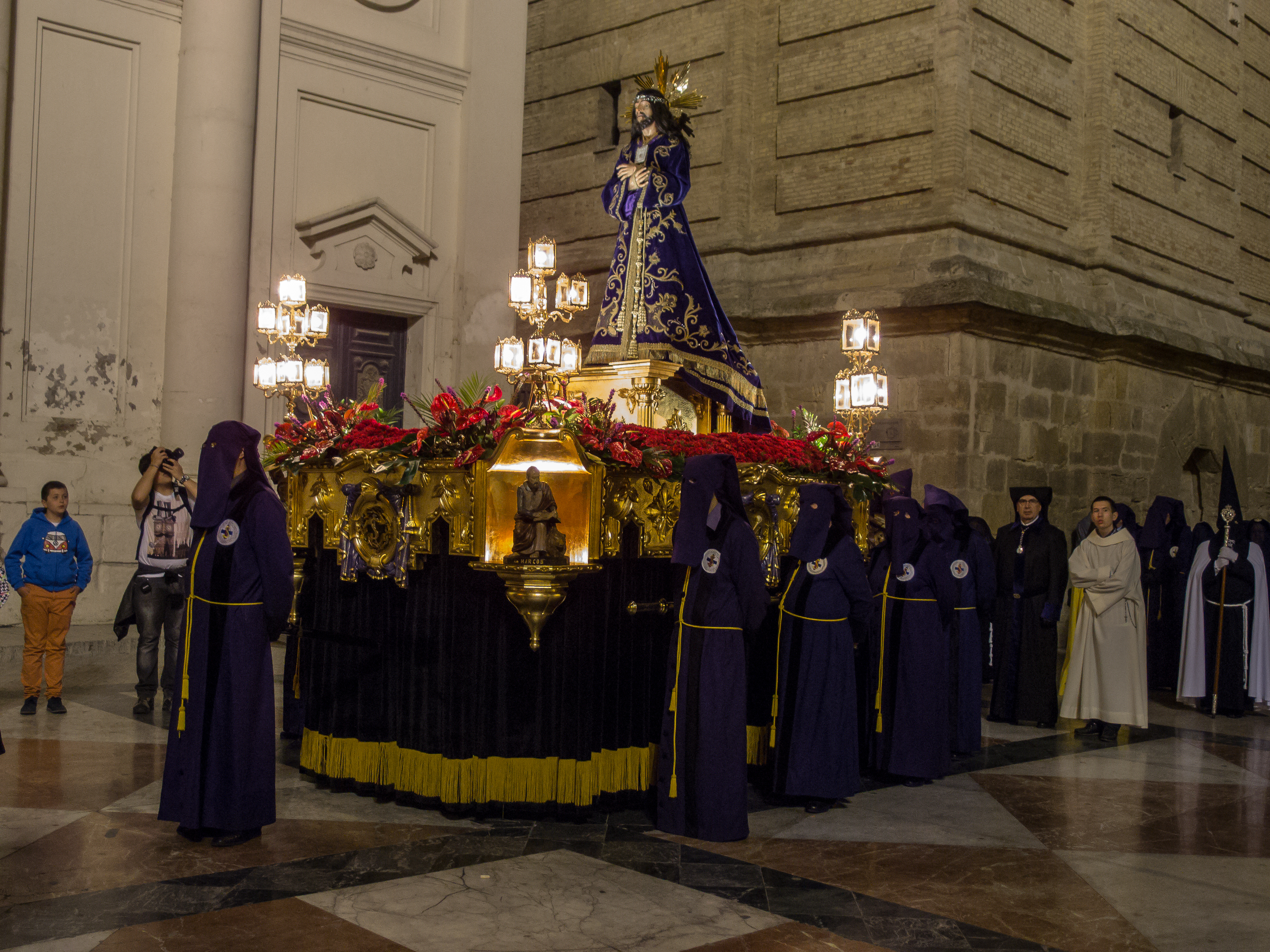
Jesús Nazareno

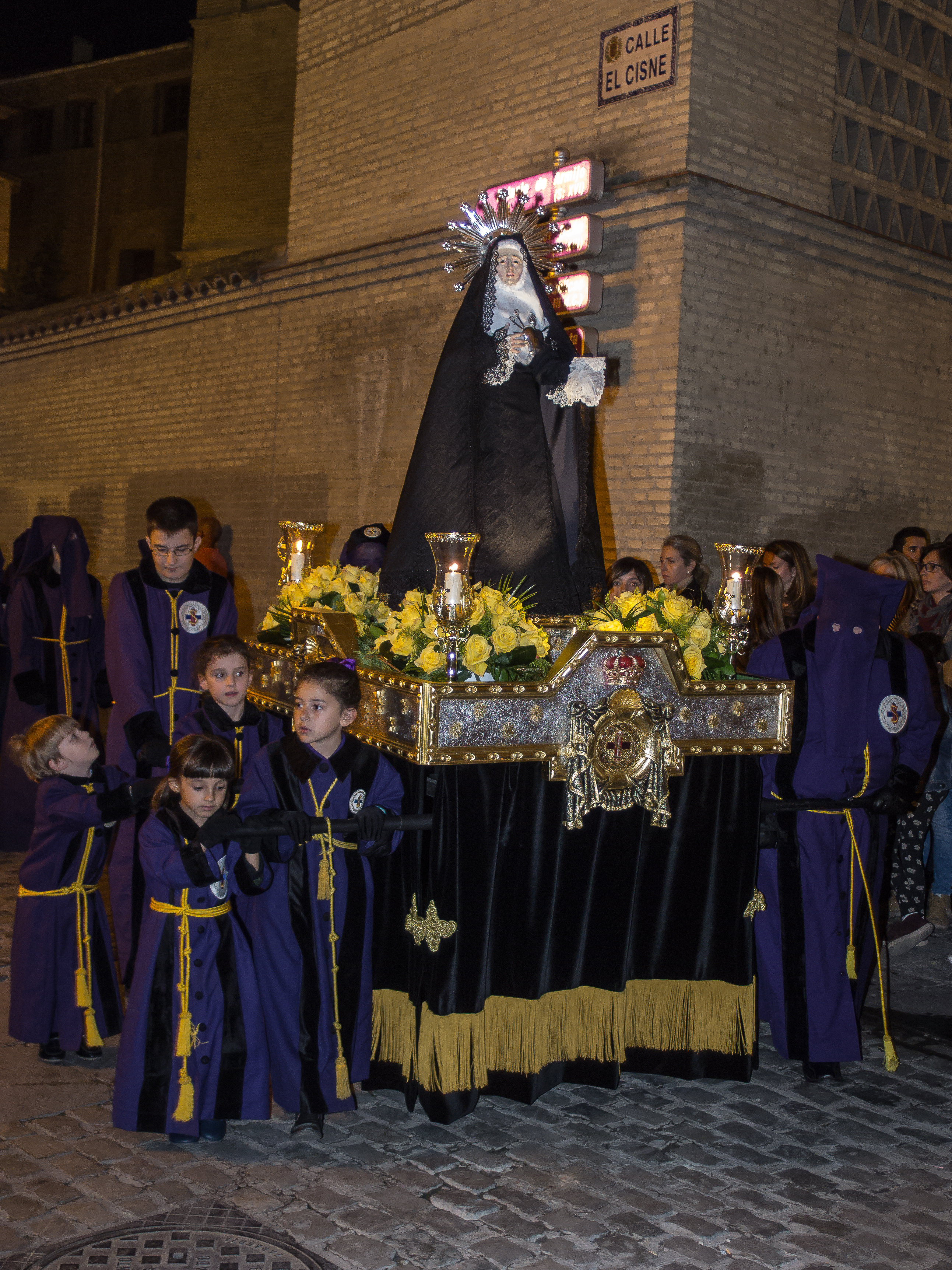
Paso infantil de la dolorosa

Dos son los pasos que procesionan con la cofradía.

### Jesús Nazareno
Está compuesto por la figura de Jesús de tamaño natural vestida con una túnica de terciopelo morado bordada en oro. Es de autor anónimo y está datada a finales del siglo XVI. El Cristo lleva escapulario con el anagrama de la cofradía, peluca de pelo natural, una corona dorada y una corona de espinas de plata. En las esquinas incorpora cuatro faroles y las imágenes de los cuatro evangelistas. Representa el momento en que Cristo, tras haber sufrido graves ultrajes, permanece preso a la espera de su destino. 
Los bajos del paso están cubiertos por unos faldones de terciopelo negro con los bordes inferiores con flecos dorados. El paso se decora con flores para su salida en procesión durante la Semana Santa. La imagen se venera durante todo el año en su propio altar, en la parroquia de San Miguel de los Navarros.

### Conversión de María Magdalena
Se compone de dos imágenes representando el diálogo entre Jesús y María Magdalena en Betania, cuando le unge los pies con perfume puro. Fueron realizadas por el escultor murciano Francisco Liza Alarcon que se inspiró para ello en los modelos de Salzillo. Fueron encargadas en 1989 habiendo realizado su primera salida en 1991. Destacan su labor de dorado y el policromado de las vestiduras.
Como el paso anterior, lleva unos faldones en la parte inferior de la carroza y cuatro faroles en los extremo que iluminan a las imágenes.